# Brittoli
Brittoli är en ort och kommun i provinsen Pescara i regionen Abruzzo i Italien. Kommunen hade 275 invånare (2018).